# Noob
Noob, Newbie, Newb, N00b, Nood eller N00d (forkortet nb) er et slangudtryk for en nybegynder, eller en person der er uerfaren til et job eller en aktivitet. Moderne brug kan især henvise til en nybegynder eller ny bruger af computere, ofte relateret til internetaktivitet så som online spil. Ordet kan have nedsættende betydninger, men er også brugt i andre sammenhæng.
Noob er ofte ment nedladende, hvorimod Newb bliver brugt om en person der er ny til et område men er villig til at lære og blive bedre.[kilde mangler]
Ordet noob kan også ofte betegne en person som virker til at vide alt om noget, men absolut intet ved. De vil bare virke altvidende og være irriterende påståelige. Newbie derimod, betyder nybegynder på pænt dansk, noob er blevet set som værende et slang for newbie, hvilket egentlig er ukorrekt. Men pga. online spil, har disse to fået samme betydning, dog er det ene mere nedladende end det andet.

## Oprindelse
Ordet noob er det direkte modsatte af newbie. I computerverdenen er en newbie en der altid lærer noget, altid stiller spørgsmål og altid er modtagelig for viden hvorimod en noob tror han ved alt og derfor ikke behøves at tilegne sig ny viden da han i forvejen tror han ved alt der er værd at vide.
Siden internettet kom frem er der dog med tiden blevet forvekslet at noob og newbie er det samme igen pga at man ikke har viden fra da man brugte BBS hvor de blev meget brugt. Dette kan også skyldes at der er MMO spil hvor det hurtigt kan misforstås og tro at det er det samme.
Ordet "noob" stammer fra ordet "newbie", hvorimod ordet "newbie"s oprindelse er ukendt, det menes dog at det kan stamme fra et australsk udtryk "Newie" brugt helt tilbage i 1850, som betyder "nytilkommen" eller "nybegynder". Ordet kan også stamme fra et engelsk slangudtrykt "New Boy" eller "New Blood", der brugt i skoler, hvilket også stammer fra omkring 1850, og blev brugt om førsteårs elever.
I 1960'erne blev newbie brugt blandt amerikanske tropper i Vietnamkrigen, om nye soldater.
Udtrykket menes desuden først at være trådt ind i "internettets ordbog" i omkring 1981.[kilde mangler]